# Élections législatives de 1997 en Eure-et-Loir
Les élections législatives françaises de 1997 se déroulent les 25 mai et 1er juin 1997. Dans le département d'Eure-et-Loir, quatre députés sont à élire dans le cadre de quatre circonscriptions.

## Élus
| Circonscription | Député sortant  | Parti | Parti    | Député élu ou réélu | Parti | Parti     |
| --------------- | --------------- | ----- | -------- | ------------------- | ----- | --------- |
| 1re             | Gérard Cornu    |       | RPR      | Georges Lemoine     |       | PS        |
| 2e              | Gérard Hamel    |       | RPR      | Gérard Hamel        |       | RPR       |
| 3e              | Patrick Hoguet  |       | UDF (PR) | François Huwart     |       | PRS       |
| 4e              | Maurice Dousset |       | UDF (PR) | Marie-Hélène Aubert |       | Les Verts |

## Résultats

### Résultats à l'échelle du département
| Parti          | Parti                              | Premier tour | Premier tour | Second tour | Second tour | Sièges |
| Parti          | Parti                              | Voix         | %            | Voix        | %           | Sièges |
| -------------- | ---------------------------------- | ------------ | ------------ | ----------- | ----------- | ------ |
|                | Rassemblement pour la République   | 25 973       | 14,77        | 46 796      | 25,78       | 1      |
|                | Union pour la démocratie française | 22 578       | 12,84        | 40 562      | 22,35       | 0      |
|                | Divers droite                      | 8 621        | 4,90         |             |             | 0      |
|                | La Droite indépendante             | 7 856        | 4,47         | 0           |             |        |
|                | Droite parlementaire               | 65 028       | 36,98        | 87 358      | 48,13       | 1      |
|                |                                    |              |              |             |             |        |
|                | Parti socialiste                   | 25 001       | 14,22        | 25 844      | 14,24       | 1      |
|                | Les Verts                          | 13 953       | 7,94         | 22 977      | 12,66       | 1      |
|                | Parti radical-socialiste           | 11 557       | 6,57         | 20 502      | 11,30       | 1      |
|                | Parti communiste français          | 8 997        | 5,12         |             |             | 0      |
|                | Divers gauche dont MDC             | 4 057        | 2,31         | 0           |             |        |
|                | Gauche plurielle                   | 63 565       | 36,15        | 69 323      | 38,20       | 3      |
|                |                                    |              |              |             |             |        |
|                | Front national                     | 36 672       | 20,86        | 24 806      | 13,67       | 0      |
|                | Divers écologiste dont GÉ          | 6 448        | 3,67         |             |             | 0      |
|                | Extrême gauche dont LO et PT       | 4 114        | 2,34         | 0           |             |        |
|                |                                    |              |              |             |             |        |
| Inscrits       | Inscrits                           | 269 297      | 100,00       | 269 266     | 100,00      | 4      |
| Abstentions    | Abstentions                        | 84 551       | 31,4         | 73 914      | 27,45       |        |
| Votants        | Votants                            | 184 746      | 68,6         | 195 352     | 72,55       |        |
| Blancs et nuls | Blancs et nuls                     | 8 919        | 4,83         | 13 865      | 7,1         |        |
| Exprimés       | Exprimés                           | 175 827      | 95,17        | 181 487     | 92,9        |        |

### Résultats par circonscription

#### Première circonscription (Chartres)
| Candidat       | Candidat             | Parti          | Premier tour | Premier tour | Second tour | Second tour |  |
| Candidat       | Candidat             | Parti          | Voix         | %            | Voix        | %           |  |
| -------------- | -------------------- | -------------- | ------------ | ------------ | ----------- | ----------- |  |
|                | Georges Lemoine élu  | PS             | 15 330       | 31,46        | 25 844      | 50,82       |  |
|                | Gérard Cornu sortant | RPR            | 14 932       | 30,64        | 25 007      | 49,18       |  |
|                | Thierry Le Nagat     | FN             | 7 990        | 16,4         |             |             |  |
|                | Dominique Padois     | PCF            | 2 649        | 5,44         |             |             |  |
|                | Claude Epineau       | Les Verts      | 2 125        | 4,36         |             |             |  |
|                | Jacques Leveillard   | LDI (MPF)      | 1 896        | 3,89         |             |             |  |
|                | Anne Godde           | LO             | 1 872        | 3,84         |             |             |  |
|                | Murielle Milkevitch  | GÉ             | 1 624        | 3,33         |             |             |  |
|                | Xavier Hatton        | Divers gauche  | 312          | 0,64         |             |             |  |
|                |                      |                |              |              |             |             |  |
| Inscrits       | Inscrits             | Inscrits       | 74 076       | 100,00       | 74 068      | 100,00      |  |
| Abstentions    | Abstentions          | Abstentions    | 23 159       | 31,26        | 20 184      | 27,25       |  |
| Votants        | Votants              | Votants        | 50 917       | 68,74        | 53 884      | 72,75       |  |
| Blancs et nuls | Blancs et nuls       | Blancs et nuls | 2 187        | 4,3          | 3 033       | 5,63        |  |
| Exprimés       | Exprimés             | Exprimés       | 48 730       | 95,7         | 50 851      | 94,37       |  |

#### Deuxième circonscription (Dreux)
| Candidat       | Candidat                   | Parti          | Premier tour | Premier tour | Second tour | Second tour |  |
| Candidat       | Candidat                   | Parti          | Voix         | %            | Voix        | %           |  |
| -------------- | -------------------------- | -------------- | ------------ | ------------ | ----------- | ----------- |  |
|                | Marie-France Stirbois      | FN             | 12 755       | 31,41        | 17 000      | 43,83       |  |
|                | Gérard Hamel sortant réélu | RPR            | 11 041       | 27,19        | 21 789      | 56,17       |  |
|                | Birgitta Hessel            | PS (PCF)       | 9 671        | 23,81        | Retrait     | Retrait     |  |
|                | Dieudonné M'Bala M'Bala    | Divers gauche  | 3 145        | 7,74         |             |             |  |
|                | Michel Barre               | LDI (MPF)      | 1 716        | 4,23         |             |             |  |
|                | Sylvain Sourdain           | GÉ             | 1 399        | 3,44         |             |             |  |
|                | Béatrice Jaffrenou         | PT             | 849          | 2,09         |             |             |  |
|                | Gisèle Quérité             | PCF            | 35           | 0,09         |             |             |  |
|                |                            |                |              |              |             |             |  |
| Inscrits       | Inscrits                   | Inscrits       | 63 608       | 100,00       | 63 617      | 100,00      |  |
| Abstentions    | Abstentions                | Abstentions    | 21 539       | 33,86        | 19 560      | 30,75       |  |
| Votants        | Votants                    | Votants        | 42 069       | 66,14        | 44 057      | 69,25       |  |
| Blancs et nuls | Blancs et nuls             | Blancs et nuls | 1 458        | 3,47         | 5 268       | 11,96       |  |
| Exprimés       | Exprimés                   | Exprimés       | 40 611       | 96,53        | 38 789      | 88,04       |  |

#### Troisième circonscription (Nogent-le-Rotrou)
| Candidat       | Candidat               | Parti          | Premier tour | Premier tour | Second tour | Second tour |  |
| Candidat       | Candidat               | Parti          | Voix         | %            | Voix        | %           |  |
| -------------- | ---------------------- | -------------- | ------------ | ------------ | ----------- | ----------- |  |
|                | Patrick Hoguet sortant | UDF (PR)       | 12 886       | 29,56        | 19 745      | 41,09       |  |
|                | François Huwart élu    | PRS (PS)       | 11 557       | 26,52        | 20 502      | 42,67       |  |
|                | Philippe Loiseau       | FN             | 8 653        | 19,85        | 7 806       | 16,24       |  |
|                | Jacques Malnou         | PCF            | 2 631        | 6,04         |             |             |  |
|                | Mireille Lépine        | Les Verts      | 1 922        | 4,41         |             |             |  |
|                | Hugues Debaillon       | LDI (MPF)      | 1 623        | 3,72         |             |             |  |
|                | Roland Jo              | LO             | 1 393        | 3,2          |             |             |  |
|                | Alexis Patronoff       | GÉ             | 1 344        | 3,08         |             |             |  |
|                | Thierry Rey            | Divers droite  | 686          | 1,57         |             |             |  |
|                | Erik Lambert           | MDC            | 600          | 1,38         |             |             |  |
|                | Gaëtan Thoumieux       | Divers droite  | 291          | 0,67         |             |             |  |
|                |                        |                |              |              |             |             |  |
| Inscrits       | Inscrits               | Inscrits       | 67 829       | 100,00       | 67 798      | 100,00      |  |
| Abstentions    | Abstentions            | Abstentions    | 21 693       | 31,98        | 17 834      | 26,3        |  |
| Votants        | Votants                | Votants        | 46 136       | 68,02        | 49 964      | 73,7        |  |
| Blancs et nuls | Blancs et nuls         | Blancs et nuls | 2 550        | 5,53         | 1 911       | 3,82        |  |
| Exprimés       | Exprimés               | Exprimés       | 43 586       | 94,47        | 48 053      | 96,18       |  |

#### Quatrième circonscription (Châteaudun)
| Candidat       | Candidat                 | Parti          | Premier tour | Premier tour | Second tour | Second tour |  |
| Candidat       | Candidat                 | Parti          | Voix         | %            | Voix        | %           |  |
| -------------- | ------------------------ | -------------- | ------------ | ------------ | ----------- | ----------- |  |
|                | Marie-Hélène Aubert élue | Les Verts (PS) | 9 906        | 23,09        | 22 977      | 52,47       |  |
|                | Maurice Dousset sortant  | UDF (PR)       | 9 692        | 22,59        | 20 817      | 47,53       |  |
|                | Marie-Renée Maissen      | FN             | 7 274        | 16,96        |             |             |  |
|                | Joël Billard             | Divers droite  | 6 155        | 14,35        |             |             |  |
|                | Jean Hardy               | PCF            | 3 682        | 8,58         |             |             |  |
|                | Vincent Lhopiteau        | LDI (MPF)      | 2 621        | 6,11         |             |             |  |
|                | Christiane Meyer         | GÉ             | 2 081        | 4,85         |             |             |  |
|                | Joseph Hudault           | CNIP           | 1 489        | 3,47         |             |             |  |
|                |                          |                |              |              |             |             |  |
| Inscrits       | Inscrits                 | Inscrits       | 63 784       | 100,00       | 63 783      | 100,00      |  |
| Abstentions    | Abstentions              | Abstentions    | 18 160       | 28,47        | 16 336      | 25,61       |  |
| Votants        | Votants                  | Votants        | 45 624       | 71,53        | 47 447      | 74,39       |  |
| Blancs et nuls | Blancs et nuls           | Blancs et nuls | 2 724        | 5,97         | 3 653       | 7,7         |  |
| Exprimés       | Exprimés                 | Exprimés       | 42 900       | 94,03        | 43 794      | 92,3        |  |